# Helsingør

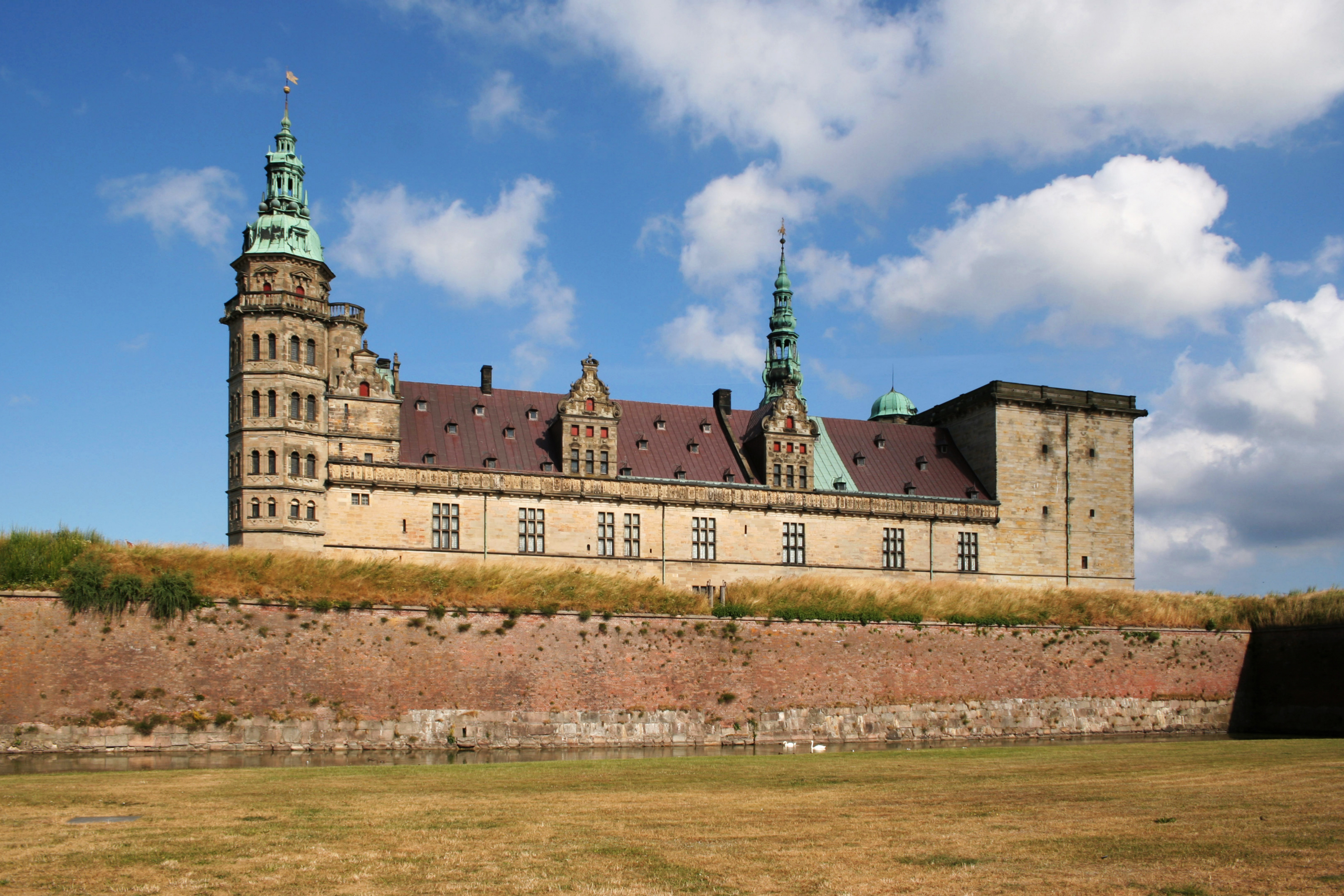
Helsingør (Castelul Kronborg)

Helsingør este un oraș în Danemarca.

## Istoric
Castelul Kronborg din Helsingør a fost înscris în anul 2000 pe lista patrimoniului cultural mondial UNESCO.